# Serie A (Italia) 2002-03
La Serie A 2002/03 fue la 101.ª edición del Campeonato Italiano de Fútbol, la número 71 desde la creación de la Serie A en 1929. Participaron 18 equipos por la 15.ª vez consecutiva desde la temporada 1988/89.
Los primeros dos equipos calificaron directamente para la fase de grupos de la Liga de Campeones de la UEFA. Los equipos en los puestos 3.º y 4.º tuvieron que jugar en las calificaciones de la Liga de Campeones, los equipos 5.º y 6.º calificaron para la Copa de la UEFA (otro puesto le fue concedido al ganador de la Copa de Italia, mientras que los últimos cuatro equipos fueron relegados a la Serie B.
La Juventus, defensora del título ganado la temporada anterior, conquistó el 27.º Scudetto de su historia en la trigésimo segunda jornada tras empatar con el Peruggia. El Inter de Milán finalizó en segundo lugar, obteniendo así la clasificación directa para la Liga de Campeones. Milan y Lazio, tercero y cuarto respectivamente, fueron admitidos en la fase preliminar. Parma, Udinese y Roma (por medio de las finales de la Copa Italia).
Piacenza, Torino, Como y Atalanta fueron relegados a la Serie B, este último al perder su partido de desempate por el descenso contra Reggina.

## Ascensos y descensos
| Pos  | Descendidos de Serie A |
| ---- | ---------------------- |
| 15.º | Verona                 |
| 16.º | Lecce                  |
| 17.º | Fiorentina             |
| 18.º | Venezia                |

| Pos | Ascendidos de Serie B |
| --- | --------------------- |
| 1.º | Como                  |
| 2.º | Modena                |
| 3.º | Reggina               |
| 4.º | Empoli                |

## Equipos participantes

### Equipos de la temporada
| Equipo         | Ciudad            | Entrenador         | Estadio                 | Aforo  | Marca          | Patrocinador   |
| -------------- | ----------------- | ------------------ | ----------------------- | ------ | -------------- | -------------- |
| Atalanta       | Bérgamo           | Giancarlo Finardi  | Atleti Azzurri d'Italia | 25.000 | ASICS          | Promatech      |
| Bologna        | Bolonia           | Francesco Guidolin | Renato Dall'Ara         | 38.000 | Macron         | Area Banca     |
| Brescia        | Brescia           | Carlo Mazzone      | Mario Rigamonti         | 23.000 | Umbro          | Banca Lombarda |
| Chievo Verona  | Verona            | Luigi Delneri      | Marcantonio Bentegodi   | 39.000 | Joma           | Paluani        |
| Como           | Como              | Eugenio Fascetti   | Giuseppe Sinigaglia     | 14.000 | Erreà          | Temporary      |
| Empoli         | Empoli            | Silvio Baldini     | Carlo Castellani        | 16.800 | Erreà          | Sammontana     |
| Inter de Milán | Milán             | Héctor Cúper       | Giuseppe Meazza         | 81.000 | Nike           | Pirelli        |
| Juventus       | Turín             | Marcello Lippi     | Delle Alpi              | 69.000 | Lotto          | Fastweb        |
| Lazio          | Roma              | Roberto Mancini    | Olímpico de Roma        | 72.900 | Puma           | Siemens        |
| Milan          | Milán             | Carlo Ancelotti    | San Siro                | 81.000 | Adidas         | Opel           |
| Modena         | Módena            | Gianni De Biasi    | Alberto Braglia         | 21.500 | Erreà          | Immergas       |
| Parma          | Parma             | Cesare Prandelli   | Ennio Tardini           | 24.000 | Champion       | Parmalat       |
| Perugia        | Perugia           | Serse Cosmi        | Renato Curi             | 28.000 | Galex          | Toyota         |
| Piacenza       | Piacenza          | Luigi Cagni        | Leonardo Garilli        | 22.000 | Lotto          | LPR Brakes     |
| Reggina        | Regio de Calabria | Luigi De Canio     | Oreste Granillo         | 27.500 | ASICS          | Caffè Mauro    |
| Roma           | Roma              | Fabio Capello      | Olímpico de Roma        | 72.900 | Kappa          | Mazda          |
| Torino         | Turín             | Giacomo Ferri      | Delle Alpi              | 69.000 | ASICS          | Ixfim          |
| Udinese        | Udine             | Luciano Spalletti  | Friuli                  | 41.000 | Le Coq Sportif | Bernardi       |

### Cambios de entrenadores
| Equipo   | Entrenador (jornadas)                                                                                                |
| -------- | --- |
| Torino   | Giancarlo Camolese (1-6) Renato Zaccarelli (7) Renzo Ulivieri (8-22) Renato Zaccarelli (23-28) Giacomo Ferri (29-34) |
| Reggina  | Bortolo Mutti (1-8) Luigi De Canio (9-34)                                                                            |
| Como     | Loris Dominissini (1-11) Eugenio Fascetti (12-34)                                                                    |
| Piacenza | Andrea Agostinelli (1-19) Luigi Cagni (20-34)                                                                        |
| Atalanta | Giovanni Vavassori (1-29) Giancarlo Finardi (30-34)                                                                  |

## Tabla de posiciones
| Pos. | Equipo         | Pts. | PJ | G  | E  | P  | GF | GC | Dif. | Clasificación o descenso                     |
| ---- | -------------- | ---- | -- | -- | -- | -- | -- | -- | ---- | -------------------------------------------- |
| 1    | Juventus (C)   | 72   | 34 | 21 | 9  | 4  | 64 | 29 | +35  | Fase de grupos de la Liga de Campeones       |
| 2    | Inter de Milán | 65   | 34 | 19 | 8  | 7  | 64 | 38 | +26  | Fase de grupos de la Liga de Campeones       |
| 3    | Milan          | 61   | 34 | 18 | 7  | 9  | 55 | 30 | +25  | Fase de grupos de la Liga de Campeones       |
| 4    | Lazio          | 60   | 34 | 15 | 15 | 4  | 57 | 32 | +25  | Tercera ronda previa de la Liga de Campeones |
| 5    | Parma          | 56   | 34 | 15 | 11 | 8  | 55 | 36 | +19  | Primera ronda de la Copa de la UEFA          |
| 6    | Udinese        | 56   | 34 | 16 | 8  | 10 | 38 | 35 | +3   | Primera ronda de la Copa de la UEFA          |
| 7    | Chievo Verona  | 55   | 34 | 16 | 7  | 11 | 51 | 39 | +12  |                                              |
| 8    | Roma           | 49   | 34 | 13 | 10 | 11 | 55 | 46 | +9   | Primera ronda de la Copa de la UEFA          |
| 9    | Brescia        | 42   | 34 | 9  | 15 | 10 | 36 | 38 | −2   | Segunda ronda de la Copa Intertoto           |
| 10   | Perugia        | 42   | 34 | 10 | 12 | 12 | 40 | 48 | −8   | Tercera ronda de la Copa Intertoto           |
| 11   | Bologna        | 41   | 34 | 10 | 11 | 13 | 39 | 47 | −8   |                                              |
| 12   | Modena         | 38   | 34 | 9  | 11 | 14 | 30 | 48 | −18  |                                              |
| 13   | Empoli         | 38   | 34 | 9  | 11 | 14 | 36 | 46 | −10  |                                              |
| 14   | Reggina        | 38   | 34 | 10 | 8  | 16 | 38 | 53 | −15  | Desempate por la permanencia                 |
| 15   | Atalanta (D)   | 38   | 34 | 8  | 14 | 12 | 35 | 47 | −12  | Desempate por la permanencia                 |
| 16   | Piacenza (D)   | 30   | 34 | 8  | 6  | 20 | 44 | 62 | −18  | Descenso de categoría                        |
| 17   | Como (D)       | 24   | 34 | 4  | 12 | 18 | 29 | 57 | −28  | Descenso de categoría                        |
| 18   | Torino (D)     | 21   | 34 | 4  | 9  | 21 | 23 | 58 | −35  | Descenso de categoría                        |

 Fuente: [cita requerida]
Notas:
1. ↑  Milan se clasificó para la fase de grupos de la Liga de Campeones 2003-04 como campeón defensor.
2. ↑  Roma se clasificó para la primera ronda de la Copa de la UEFA 2003-04 como subcampeón de la Coppa Italia 2002-03, ya que el campeón (Milan) se clasificó para la fase de grupos de la Liga de Campeones 2003-04.

|             |
| Campeón     |
| Juventus    |
| 27.º título |

## Resultados

### Segunda vuelta
|  | - |
|  | - |
|  | - |
|  | - |
|  | - |
|  | - |
|  | - |
|  | - |
|  | - |

|  | - |
|  | - |
|  | - |
|  | - |
|  | - |
|  | - |
|  | - |
|  | - |
|  | - |

|          | Atalanta | Bologna | Brescia | Chievo | Como | Empoli | Inter | Juventus | Lazio | Milan | Modena | Parma | Perugia | Piacenza | Reggina | Roma | Torino | Udinese |
| -------- | -------- | ------- | ------- | ------ | ---- | ------ | ----- | -------- | ----- | ----- | ------ | ----- | ------- | -------- | ------- | ---- | ------ | ------- |
| Atalanta |          | 2-2     | 2-0     | 1-0    | 2-1  | 2-2    | 1-1   | 1-1      | 0-1   | 1-4   | 1-3    | 0-0   | 0-2     | 2-0      | 1-1     | 2-1  | 2-2    | 0-0     |
| Bologna  | 2-3      |         | 3-0     | 1-1    | 1-0  | 2-0    | 1-2   | 2-2      | 0-2   | 0-2   | 3-0    | 2-1   | 2-1     | 1-0      | 0-2     | 2-1  | 2-2    | 1-0     |
| Brescia  | 3-0      | 0-0     |         | 0-0    | 1-1  | 0-2    | 0-1   | 2-0      | 0-0   | 1-0   | 2-2    | 1-1   | 3-1     | 1-2      | 2-1     | 2-3  | 1-0    | 1-1     |
| Chievo   | 4-1      | 0-0     | 1-2     |        | 2-0  | 1-0    | 2-1   | 1-4      | 1-1   | 3-2   | 2-0    | 0-4   | 3-0     | 3-1      | 2-1     | 0-0  | 3-2    | 3-0     |
| Como     | 1-1      | 5-1     | 1-1     | 2-4    |      | 0-2    | 0-2   | 1-3      | 1-3   | 1-2   | 0-0    | 2-2   | 1-1     | 1-1      | 1-1     | 2-0  | 1-0    | 0-2     |
| Empoli   | 0-0      | 0-0     | 0-0     | 2-1    | 0-0  |        | 3-4   | 0-2      | 1-2   | 1-1   | 1-0    | 0-2   | 1-1     | 3-1      | 4-2     | 1-3  | 1-1    | 1-1     |
| Inter    | 1-0      | 2-0     | 4-0     | 2-1    | 4-0  | 3-0    |       | 1-1      | 1-1   | 0-1   | 2-0    | 1-1   | 2-2     | 3-1      | 3-0     | 3-3  | 1-0    | 1-2     |
| Juventus | 3-0      | 1-1     | 2-1     | 4-3    | 1-1  | 1-0    | 3-0   |          | 1-2   | 2-1   | 3-0    | 2-2   | 2-2     | 2-0      | 5-0     | 2-1  | 2-0    | 1-0     |
| Lazio    | 0-0      | 1-1     | 3-1     | 2-3    | 3-0  | 4-1    | 3-3   | 0-0      |       | 1-1   | 4-0    | 0-0   | 3-0     | 2-1      | 0-1     | 2-2  | 1-1    | 2-1     |
| Milan    | 3-3      | 3-1     | 0-0     | 0-0    | 2-0  | 0-1    | 1-0   | 2-1      | 2-2   |       | 2-1    | 2-1   | 3-0     | 2-1      | 2-0     | 1-0  | 6-0    | 1-0     |
| Modena   | 0-2      | 3-2     | 0-0     | 1-0    | 1-1  | 1-1    | 0-2   | 0-1      | 0-0   | 0-3   |        | 2-1   | 1-1     | 1-0      | 2-1     | 1-1  | 2-1    | 0-1     |
| Parma    | 2-1      | 1-2     | 4-3     | 0-1    | 2-0  | 2-0    | 1-2   | 1-2      | 2-1   | 1-0   | 1-1    |       | 2-2     | 3-2      | 2-0     | 3-0  | 1-0    | 3-2     |
| Perugia  | 1-0      | 1-1     | 0-0     | 1-0    | 3-0  | 1-3    | 4-1   | 0-1      | 2-2   | 1-0   | 2-0    | 1-2   |         | 0-0      | 2-0     | 1-0  | 2-1    | 0-2     |
| Piacenza | 2-0      | 3-1     | 1-4     | 0-3    | 0-1  | 1-2    | 1-4   | 0-1      | 2-3   | 4-2   | 3-3    | 1-1   | 5-1     |          | 2-2     | 1-1  | 1-0    | 2-0     |
| Reggina  | 1-1      | 1-0     | 2-2     | 1-1    | 4-1  | 1-0    | 1-2   | 2-1      | 0-3   | 0-0   | 0-1    | 0-0   | 3-1     | 3-1      |         | 2-3  | 2-1    | 3-2     |
| Roma     | 1-2      | 3-1     | 0-0     | 0-1    | 2-1  | 3-1    | 2-2   | 2-2      | 1-1   | 2-1   | 1-2    | 2-1   | 2-2     | 3-0      | 3-0     |      | 3-1    | 4-1     |
| Torino   | 1-1      | 2-1     | 0-2     | 1-0    | 0-0  | 1-1    | 0-2   | 0-4      | 0-1   | 0-3   | 1-1    | 0-4   | 2-1     | 1-3      | 1-0     | 0-1  |        | 0-1     |
| Udinese  | 1-0      | 0-0     | 0-0     | 2-1    | 3-2  | 2-1    | 2-1   | 0-1      | 2-1   | 1-0   | 2-1    | 1-1   | 0-0     | 2-1      | 1-0     | 2-1  | 1-1    |         |

### Desempate por el descenso

#### Ida
| 29 de mayo de 2003 | Reggina | 0:0 (0:0) | Atalanta | Stadio Oreste Granillo, Regio de Calabria |                               |
|                    |         | Reporte   |          | Árbitro(s): Massimo De Santis             | Árbitro(s): Massimo De Santis |

#### Vuelta
| 2 de junio de 2003 | Atalanta   | 1:2 (1:1) | Reggina                  | Stadio Atleti Azzurri d'Italia, Bérgamo |                               |
|                    | Natali 18' | Reporte   | Cozza 35' · Banazzol 85' | Árbitro(s): Pierluigi Collina           | Árbitro(s): Pierluigi Collina |

Atalanta desciende a la Serie B.

## Estadísticas

### Goleadores
- Datos según la página oficial de la competición Archivado el 17 de enero de 2011 en Wayback Machine..

| Christian Vieri                            | Internazionale | 24 | 23 |
| Adrian Mutu                                | Parma          | 18 | 31 |
| Filippo Inzaghi                            | Milan          | 17 | 30 |
| Alessandro Del Piero                       | Juventus       | 16 | 24 |
| Adriano                                    | Parma          | 15 | 28 |
| Claudio López                              | Lazio          | 15 | 34 |
| Francesco Totti                            | Roma           | 14 | 24 |
| Dario Hübner                               | Piacenza       | 14 | 27 |
| Antonio Di Natale                          | Empoli         | 13 | 27 |
| Roberto Baggio                             | Brescia        | 12 | 32 |
| Giuseppe Signori                           | Bologna        | 12 | 24 |
| Última actualización: 9 de febrero de 2015 |                |    |    |

### Tripletes o más
| Fecha     | Jugador         | Goles                | Local          |  | Resultado |  | Visitante      | Rep. |
| --------- | --------------- | -------------------- | -------------- |  | --------- |  | -------------- | ---- |
| 29-9-2002 | Francesco Totti | 30' · 41' · 81'      | Brescia        |  | 2:3       |  | Roma           | Rep. |
| 6-10-2002 | Filippo Inzaghi | 31' · 79' · 86'      | Milan          |  | 6:0       |  | Torino         | Rep. |
| 1-12-2002 | Christian Vieri | 6' · 61' · 78' · 81' | Internazionale |  | 4:0       |  | Brescia        | Rep. |
| 7-12-2002 | Claudio López   | 38' · 59' · 65'      | Lazio          |  | 3:3       |  | Internazionale | Rep. |
| 19-1-2003 | David Trezeguet | 11' · 68' · 86'      | Chievo Verona  |  | 1:4       |  | Juventus       | Rep. |
| 26-1-2003 | Christian Vieri | 70' · 73' · 85'      | Internazionale |  | 3:0       |  | Empoli         | Rep. |
| 24-5-2003 | Oliver Bierhoff | 62' · 74' · 79'      | Juventus       |  | 4:3       |  | Chievo Verona  | Rep. |

## Fichajes

### Fichajes más caros
| Pos. | Jugador          | Club de destino | Club de origen | Precio (€) | Ref.  |
| ---- | ---------------- | --------------- | -------------- | ---------- | ----- |
| 1.º  | Alessandro Nesta | Milan           | Lazio          | 31.000.000 | [ 2 ] |
| 2.º  | Hernán Crespo    | Inter de Milán  | Lazio          | 30.000.000 |       |
| 3.º  | Clarence Seedorf | Milan           | Inter de Milán | 28.000.000 |       |
| 4.º  | Marco Di Vaio    | Juventus        | Parma          | 26.000.000 |       |
| 5.º  | Fabio Cannavaro  | Inter de Milán  | Parma          | 23.000.000 |       |